# مصطفى ماهر (مغني)
مصطفى ماهر (1926-2003) هو مغني سوري، يشكل مع صباح فخري ومحمد خيري ومحمد أبو سلمو أبرز مطربي الجيل الوسط في حلب. 

## حياته
اسمه الحقيقي مصطفى الصابوني ولد في حلب عام 1926.

## مسيرته الموسيقية
امتاز مصطفى ماهر بحفظه السريع ومخارج حروف متقنة وصوت مطواع وصنعة أخذها عن خاله عبد القادر حجار حيث كان يرافقه إلى الموالد وزوايا الذكر القديمة في حلب كالزاوية الهلالية والبادنجكية وزاوية الشيخ طاهر خير الله وزاوية بيت البطيخ وزاوية بيت عجّان الحديد. كما تتلمذ على يد عمر البطش ومجدي العقيلي ونديم الدرويش الذي علّمه النوتة الموسيقية والمقامات والأصولات والكثير من القدود الحلبية والأدوار المصرية القديمة.
في عام 1952 دخل إذاعة حلب مردِّداً في الكورال الإذاعي آنذاك، ومن ثم تحول لمطرب بإشراف عمر البطش.
غنى الموشحات والقدود والمواويل السبعاوية. كما غنى أغنيات خاصة به إذ لحن له بكري الكردي الكثير من الألحان مثل: في الليل جنح الظلام، يجي يوم ترجعلي تاني، أنت وانا والحب معانا. إضافة إلى بكري الكردي لحن له عدنان أبو الشامات وأمين الخياط ونديم الدرويش وغيرهم.  تحتفظ إذاعة حلب له ب 360 تسجيلاً في الأرشيف وذلك بين الموشح والقصيدة والموال والقد والأغنية الدينية.
أقام الحفلات في العديد من الدول العربية وفي الولايات المتحدة وألمانيا وهولندا.
منذ مطلع الثمانينيات بدأ النشاط الفني لمصطفى ماهر يتقلص ويقلّ، ولم يعد أحداً يحفل بالتعاقد معه، ثم صار يخرج للحفلات في نهاية عمره الفني مع المنشد حسن حفّار، وبقي كذلك إلى أن توفي في حلب في 2 نيسان عام 2003.

## أسطواناته الموسيقية
إضافة إلى تسجيلاته الإذاعية والتلفزيونية قامت شركات موسيقية بتسجيل أسطوانات له وتوزيعها مثل: كاملي فونونظميوصوت سوريا.

## روابط خارجية
مصطفى ماهر على موقع Discogs